# Nate Wolters
Nate Wolters, né le 15 mai 1991, est un joueur américain de basket-ball. Il évolue au poste de meneur.

## Carrière
Il est sélectionné en 38e choix de la draft 2013 par les Wizards de Washington mais il est échangé la nuit de la draft avec les 76ers de Philadelphie. Le lendemain, il est une nouvelle fois échangé, cette fois-ci avec les Bucks de Milwaukee. En juillet 2013, il rejoint les Bucks pour la NBA Summer League 2013. Il signe un contrat rookie avec les Bucks le 1er août 2013.
Il commence la saison 2013-2014 comme meneur titulaire des Bucks et joue 30 minutes lors de ses débuts en NBA et inscrit 9 points et 4 passes décisives. Avec les blessures de Luke Ridnour et Brandon Knight il débute sept des neuf premiers matchs avec une moyenne de 26 minutes par match en novembre. Sa saison se termine en raison d'une blessure le 20 mars 2014 après un match contre les Warriors de Golden State. Sa blessure ne nécessite pas de chirurgie mais l’éloigne des parquets quelques mois et il revient lors de la NBA Summer League 2014. Il a commencé la nouvelle saison avec le nouvel entraîneur Jason Kidd mais il est résilié le 9 janvier 2015 afin de libérer de la masse salariale pour que la franchise puisse signer le vétéran Kenyon Martin.
Fin octobre 2016, Wolters signe un contrat avec l'Étoile rouge de Belgrade jusqu'à la fin de la saison 2016-2017. Le 17 janvier 2018, il signe à Chalon-sur-Saône.
Nate Wolters quitte le club bourguignon après une saison réussie (16,3 points, 6,2 passes décisives) pour rejoindre le Žalgiris Kaunas, octuple champion de Lituanie en titre et qui a atteint le Final Four de l'Euroligue 2017-2018.
En juin 2019, Wolters signe un contrat de deux ans avec le Maccabi Tel-Aviv, champion d'Israël en titre.
Il quitte le club après une saison et s'engage pour une année avec l'UNICS Kazan au mois de juillet 2020.
En août 2021, Wolters retourne à l'Étoile rouge de Belgrade pour la saison 2021-2022.
Il s'engage avec le Panathinaïkos, club athénien qui participe à l'EuroLigue, pour la saison 2022-2023.
Wolters annonce sa retraite sportive en février 2024.

## Palmarès
- Vainqueur de la coupe de Serbie 2022

## Statistiques

### Statistiques en carrière
- Moyennes statistiques par match en saison régulière NCAA

| Saison    | Équipe             | Matches | 5 Majeur | Minutes | % Tirs | % 3-pts | % L-F. | Rbds off. | Rbds déf. | Rbds | Pass. déc. | Int. | Ctr. | B.p. | Fautes | Pts   |
| --------- | ------------------ | ------- | -------- | ------- | ------ | ------- | ------ | --------- | --------- | ---- | ---------- | ---- | ---- | ---- | ------ | ----- |
| 2009-2010 | South Dakota State | 30      | 12       | 24,3    | 38,8 % | 36,4 %  | 83,1 % | 0,7       | 2,7       | 3,4  | 2,87       | 1,17 | 0,27 | 2,07 | 1,8    | 10,10 |
| 2010-2011 | South Dakota State | 31      | 31       | 33,2    | 44,7 % | 40,4 %  | 79,6 % | 1,03      | 3,58      | 4,61 | 6,00       | 1,32 | 0,23 | 2,19 | 2,03   | 19,48 |
| 2011-2012 | South Dakota State | 34      | 34       | 35,8    | 44,8 % | 24,1 %  | 78,3 % | 0,91      | 4,21      | 5,12 | 5,94       | 1,74 | 0,06 | 2,21 | 1,85   | 21,21 |
| 2012-2013 | South Dakota State | 33      | 33       | 38,1    | 48,5 % | 37,9 %  | 81,3 % | 1,09      | 4,48      | 5,58 | 5,85       | 1,73 | 0,12 | 1,55 | 2,33   | 22,27 |
| Carrière  | Carrière           | 128     | 110      | 33,0    | 45,1   | 34,2    | 80,3   | 0,94      | 3,77      | 4,71 | 5,21       | 1,5  | 0,16 | 2,20 | 1,8    | 18,46 |

- Moyennes statistiques par match en saison régulière NBA

| Saison    | Équipe    | Matches | 5 Majeur | Minutes | % Tirs | % 3-pts | % L-F. | Rbds off. | Rbds déf. | Rbds | Pass. déc. | Int. | Ctr. | B.p. | Fautes | Pts |
| --------- | --------- | ------- | -------- | ------- | ------ | ------- | ------ | --------- | --------- | ---- | ---------- | ---- | ---- | ---- | ------ | --- |
| 2013-2014 | Milwaukee | 58      | 31       | 22,6    | 43,7 % | 29,0 %  | 65,6 % | 0,6       | 2,0       | 2,6  | 3,2        | 0,6  | 0,3  | 1,0  | 1,2    | 7,2 |
| 2014-2015 | Milwaukee | 11      | 0        | 12,9    | 38,7 % | 0,0 %   | 25,0 % | 0,2       | 1,3       | 1,5  | 0,9        | 0,5  | 0,0  | 0,3  | 1,0    | 2,3 |
| Carrière  | Carrière  | 69      | 31       | 21,0    | 43,3   | 26,9    | 63,8   | 0,5       | 1,9       | 2,4  | 2,9        | 0,6  | 0,2  | 1,13 | 0,87   | 6,4 |

### Records sur une rencontre en NBA
Les records personnels de Nate Wolters, officiellement recensés par la NBA sont les suivants :
| Type de statistique        | Saison régulière | Saison régulière            | Saison régulière |
| Type de statistique        | Record           | Adversaire                  | Date             |
| -------------------------- | ---------------- | --------------------------- | ---------------- |
| Points                     | 19               | Rockets de Houston          | 8 février 2014   |
| Paniers marqués            | 9                | Rockets de Houston          | 8 février 2014   |
| Paniers tentés             | 15               | 2 fois                      |                  |
| Paniers à 3 points réussis | 2                | 4 fois                      |                  |
| Paniers à 3 points tentés  | 4                | @ Knicks de New York        | 30 octobre 2013  |
| Lancers francs réussis     | 5                | 2 fois                      |                  |
| Lancers francs tentés      | 5                | 4 fois                      |                  |
| Rebonds offensifs          | 2                | 8 fois                      |                  |
| Rebonds défensifs          | 6                | 3 fois                      |                  |
| Rebonds totaux             | 8                | Cavaliers de Cleveland      | 6 novembre 2013  |
| Passes décisives           | 10               | Raptors de Toronto          | 2 novembre 2013  |
| Interceptions              | 3                | 2 fois                      |                  |
| Contres                    | 2                | 2 fois                      |                  |
| Balles perdues             | 5                | @ Trail Blazers de Portland | 18 mars 2014     |
| Minutes jouées             | 41               | @ Magic d'Orlando           | 31 janvier 2014  |

- Double-double : aucun (au 07/01/2015)
- Triple-double : aucun.